# سلاداس
سلاداس (به اسپانیایی: Celadas) یک شهرستان در اسپانیا است که در استان تروئل واقع شده‌است.

## خصوصیات
سلاداس ۱۰۰ کیلومترمربع مساحت و ۴۱۹ نفر جمعیت دارد.